# 河村友歌
河村 友歌（かわむら ゆか、1995年5月19日 - ）は、日本の女性モデル。
神奈川県出身。フリー素材モデルとしてぱくたそに所属。東海大学文学部広報メディア学科卒業。

## 略歴・人物
2015年より広告記事等に利用される広告モデルとして活動を開始。定められた利用範囲内で自由に使用できるフリー素材モデルしての活動が知られている。
モデルとしての被写体活動に留まらず、自らフリー素材の企画提案を行い、「成人式の女性の素材」など、自らプロデュースしてリリースを行う。「世界で一番使われる素材になりたい」と宣言しており、リリースされる素材の多様さ等からインターネット上で話題を集めた。また自身のブログにてフリーモデルの収入などについても言及している。

### 人物
過去にチアリーダー部に在籍していた。好きな食べ物は桃とフルーツグラノーラ。

## 出演

### Web
- 株式会社リクルートキャリアCodeIQ期間限定プログラミング配信　
  - 「CodeIQ高校　夢の甲子園編」（2015年8月）
  - 「バレンタインを阻止せよ！会いたくても会えないスケジュール表」（2016年2月）
- モデルプレス「”可愛すぎる”フリー素材モデル・河村友歌が気になる！「世界で一番使われる素材になりたい」」（2015年12月15日）
- 美女暦
- 夕景ガール
- タイムスリップ女子高生
- 美学生図鑑（株式会社Campus）
- tokimeki project（tokimeki plus株式会社）
- おつまみ美女
- この子どんな子？個室で色々聞いてみた（株式会社LIG）
- 恋する妄想クリスマス全4話（2015年12月）（株式会社MTRL）

### 動画
- mimiTV　メイク動画配信（2015年11月）
- 楽天INLIFE　サービスエリア食レポ（2016年2月）
- A4スタジオ「JDトレンダーズ」（2016年3月）

### ネット配信
- フジテレビホウドウキョク みんなのウラ（2016年1月5日）
- Ustream　ぶるぺん（2016年1月12日）
- LINE LIVE　秘密結社鷹の爪公式チャンネル（2016年4月22日）

### ラジオ
- ソラトニワ原宿　「ジェーン・スーのORDINARY FRIDAY〜つまりシケた金曜日〜」（2015年8月28日）

### イベント
- TEENS COLLECTION in さいたまスーパーアリーナ（2015年11月23日）
- Microsoft JapanPartnerConference2016（2016年8月29日）

### 映画
- 愛MY（テレビ東京制作） - 女子高生 役

### 広告
- 結婚式場Socia21（ソシア21）広告モデル（2016年4月 - ）
- 舞台「ヨビコー！〜You be cool!!〜」キービジュアルモデル（2016年3月）
- CM西武鉄道TOMONY「成長編」（2016年1月 - ）
- ZUA nature hair salon（美容室ZUA） - ウェイバックマシン（2007年11月4日アーカイブ分）（2014年8月 - ）